# Liriomyza helichrysivora
Liriomyza helichrysivora är en tvåvingeart som beskrevs av Spencer 1965. Liriomyza helichrysivora ingår i släktet Liriomyza och familjen minerarflugor. Inga underarter finns listade i Catalogue of Life.